# Nizy-le-Comte

Nizy-le-Comte este o comună în departamentul Aisne din nordul Franței. În 1 ianuarie 2022 avea o populație de 232 de locuitori.